# Yann Walcker
 (septembre 2022).
Pour les articles homonymes, voir Walcker.
Yann Walcker est un écrivain, poète, compositeur et parolier français, né à Paris en 1973.

## Biographie
Spécialisé dans la littérature jeunesse et lauréat de plusieurs prix internationaux, il a publié à ce jour une centaine de livres pour enfants (albums illustrés, romans, recueils de poèmes) et créé divers personnages de séries, notamment chez Gallimard Jeunesse, Auzou, Nathan ou encore Milan. Traduits en plus de vingt langues, certains de ses livres, ouvrages sur la musique ou poésies, sont utilisés dans l’enseignement.
Il est notamment le créateur de la série Igor petit vampire ainsi que de la collection de chansons pour enfants Le Tube des tout-petits chez Gallimard Jeunesse.

## Récompenses

### Lauréat
- BolognaRagazzi Award « Mention Introducing Art to Children » : L'Alphabet des grands musiciens, Gallimard Jeunesse[2],[3]
- BolognaRagazzi Award « Mention Introducing Art to Children » : L'Alphabet des grands peintres, Gallimard Jeunesse[2]
- Prix des Libraires jeunesse de Belgique : L'Alphabet des grands musiciens, Gallimard Jeunesse[3]
- Prix du Paille-en-Queue de l'île de La Réunion : Le Raboultaf, Gallimard Jeunesse[3],[4]
- Prix Lis la Vie de la ville de Cachan : Camille veut une nouvelle famille, Auzou[3]

### Nominations
- Prix des Lecteurs du Festival Rue des Livres de Rennes : Camille veut une nouvelle famille, Auzou[5]
- Prix UNICEF de littérature jeunesse, marrainé par Sandrine Kiberlain : Camille veut une nouvelle famille, Auzou[6]
- Terramaxka Book Prize de Malte : Camille veut une nouvelle famille, Auzou[7]
- Terramaxka Book Prize de Malte : Léonard est un drôle de canard, Auzou[8]

### Adaptations
- Le Carnaval des animaux de Yann Walcker (Gallimard Jeunesse) a été adapté en spectacle piano-voix et interprété à Deauville par Christian Hecq, de la Comédie-Française[3].
- La malédiction du loup-garou, poème issu du recueil de Yann Walcker Le Manoir des Horreurs (Gallimard Jeunesse) a été adapté pour orchestre et joué en ouverture du festival de musique classique Ittinger Pfingstkonzerte sous la direction du chef d'orchestre Heinz Holliger[9].

## Chansons
Pianiste, compositeur et parolier, Yann Walcker a écrit plus de 180 chansons répertoriées à la Sacem.